# Повзик малий
Повзик малий (Sitta pusilla) — вид горобцеподібних птахів родини повзикових (Sittidae).

## Поширення
Вид поширений в Північній Америці. Трапляється в соснових лісах на південному сході США, на Багамських островах та островах Теркс і Кайкос.

## Опис
Дрібний птах, завдовжки 9-11 см, з розмахом крил 16-18 см, вагою 10-12 г. Спина та крила синювато-сірого кольору. Верх голови та шия коричневі, лише на потилиці є невелика біла пляма. Горло, груди та черево білі.

## Спосіб життя
Мешкає у хвойних лісах. Трапляється парами або численними зграями до 100 птахів. Живиться комахами та насінням. Сезон розмноження триває з початку березня до кінця травня. Гніздо облаштовує у порожнинах мертвих дерев. Дно гнізда вистилає сосновими шишками, рослинним пухом та іншими м'яким матеріалом рослинного або тваринного походження. Самиця відкладає 4–9 яєць, білих з дрібними червонувато-коричневими плямами. Інкубація триває 14 днів. Молодняк залишає гніздо приблизно через 30-40 днів після вилуплення, але стають самостійними десь ще через три тижні.